# Princesa Isabel
Princesa Isabel est une ville brésilienne du sud-ouest de l'État de la Paraíba.
Sa population était estimée à 19 330 habitants en 2007. La municipalité s'étend sur 368 km2.